# 14885 Paskoff
14885 Paskoff este un asteroid din centura principală de asteroizi.

## Descriere
14885 Paskoff este un asteroid din centura principală de asteroizi. A fost descoperit pe 6 septembrie 1991 la Observatoire de Haute-Provence de Eric Walter Elst. Asteroidul prezintă o orbită caracterizată de o semiaxă mare de 3,10 ua, o excentricitate de 0,07 și o înclinație de 10,0° în raport cu ecliptica.